# در آغوش من (ترانه کایلی مینوگ)
«در آغوش من» تک‌آهنگی از هنرمند اهل استرالیا کایلی مینوگ است که در ۱۵ فوریه ۲۰۰۸ منتشر شد. این تک‌آهنگ در دهمین آلبوم استودیویی وی اکس قرار داشت و توسط کالوین هریس و ریچارد استنارد، پل هریس، و جولیان پیکس نوشته شد.
این تک‌آهنگ در چارت‌های چک، اسکاتلند، روسیه، ترکیه و آلمان جزو ده ترانه اول قرار گرفت و در لهستان و رومانی به رتبه یک دست یافت.